# Чуринов, Николай Мефодьевич
Никола́й Мефо́дьевич Чурино́в (2 февраля 1942, дер. Мужичкино, Емельяновский район Красноярский край, РСФСР, СССР — 25 сентября 2016, Красноярск, Россия) — советский и российский философ

, специалист по философии науки и техники. Доктор философских наук, профессор, член (академик) Академии социальных наук. Разработчик концепции информационной реальности. Основатель научной школы СибГАУ по философии науки и техники. Автор работ по изучению информации и информационной реальности. Один из ведущих в России специалистов по вопросам глобализации.

## Биография
Родился 2 февраля 1942 года в деревне Мужичкино Емельяновского района Красноярского края.
В 1961 году окончил Красноярский политехнический техникум.
Работал слесарем, мастером, инженером, инструктором краевого комитета ВЛКСМ, служил в Советской Армии.
В 1974 году окончил Высшую партийную школу при ЦК КПСС, а в 1980 году аспирантуру философского факультета МГУ имени М. В. Ломоносова и защитил диссертацию на соискание учёной степени кандидата философских наук по теме «Социальная информация и принятие решения : философско-методологические аспекты» (специальность 09.00.01 — диалектический и исторический материализм.
17 февраля 1992 года в Московском педагогическом государственном университете защитил диссертацию на соискание учёной степени доктора философских наук по теме «Информационная реальность: основания и принципы построения теории» (специальность 09.00.08 — «Философские вопросы естествознания и техники»). Официальные оппоненты — доктор философских наук, профессор Н. П. Ващекин, доктор философских наук, профессор И. Б. Новик, доктор философских наук, профессор Е. А. Седов. Ведущая организация — Московский государственный университет имени М. В. Ломоносова.
Преподавал на кафедре философии и научного коммунизма Красноярского государственного медицинского института.
Профессор и заведующий кафедрой философии и социальных наук Гуманитарного факультета Сибирского государственного аэрокосмического университета имени академика М. Ф. Решетнёва. Прошёл путь от ассистента до профессора.
Профессор кафедры социальной работы и социологии Гуманитарного факультета Сибирского государственного технологического университета.
Профессор кафедры общественныйх наук (до 2013 года — заведующий кафедрой) факультета психологии Сибирского института бизнеса, управления и психологии.
Председатель докторского диссертационного совета по философским наукам ДМ 212.249.01 Сибирского государственного аэрокосмического университета имени академика М. Ф. Решетнёва.
Главный редактор научного журнала «Теория и история».
Ректоратом и Учёным Светом СибГАУ утверждена основанная и возглавляемая Н. М. Чуриновым научно-педагогическая школа по специальности 09.00.08 — философия науки и техники.
Автор 132 публикаций.
Подготовил 31 кандидата наук и 7 докторов наук.
Член Профессорского собрания Красноярского края.

## Научная деятельность
В середине 80-х гг. Н. М. Чуринов ввёл в научный оборот понятие «информационная реальность» — реальная акциденция, развертывающаяся в мире оформлениями совершенства, которое имеет в виду аристотелевская космическая модель мира и тождественный этой модели космический проект науки. Определения информационной реальности (свойства, качества, функции и т. д.) — информативы (формы существования информации), обозначаются понятиями информации, метаинформации, коинформации, негинформация и т. п. В рамках представленных Н. М. Чуриновым модели мира и проекта науки рассматриваются явления информационного пространства, времени, движения, цивилизации, информационной культуры. Кроме того им выделены информогены (формы генезиса и воспроизводства информации), существующие во всём многообразии форм информогенности: передача, переработка, использование информации.
В работе «Совершенство и свобода» Н. М. Чуринов предлагает рассматривать в мире существование двух проектов науки: метафизического и диалектического, направленных на изучение путей к познанию мира и особенностей всего происходящего в действительности: «В настоящее время, с точек зрения возможности познания мира (мир не познаваем, мир познаваем) и отношения ученого к всеобщей связи явлений (игнорировать её в научном познании или, напротив, руководствоваться ею в процессе познавательной деятельности) существенно сведение всех возможных проектов науки к двум основным её проектам — метафизическому и диалектическому». Основываясь на этом он выделяет в реальности два типа теоретизирования — софистского-индивидуалистический (западный) и диалектического-коллективистский (отечественный). Так философ и культуролог О. Ф. Морозова: «Сравнивая технологию и тектологию в процессе социального познания, Н. М. Чуринов отмечает отсутствие концептуальной законченности кибернетики, инициацию кибернетики „на основе западного, софистского проекта науки“, чужеродность кибернетики объективной диалектике». В свою очередь философ С. Ю. Пискорская указывает следующее: "Наиболее подробный анализ концепции совершенного знания в рамках метафизического стиля научного познания представлен в работах Н. М. Чуринова. Проследив историю становления данной концепции от античности (Анаксагор, Аэций) до периода немецкой классической философии, Н. М. Чуринов пришёл к выводу: «„На Западе идея совершенного знания обсуждалась в рамках двух наиболее существенных теоретических традиций: а) неономиналистской — в качестве средства трактовки объяснения, истолкования и т. п. объективных процессов; б) неореалистской — в качестве политических и иных программ, наперед задаваемых планах, заданий, заказов и т. п., подлежащих осуществлению“». Однако и в неономиналистской и в неореалистской традициях идея совершенного знания рассматривалась в некотором вероятностном смысле в качестве репрезентации действительности. Как отмечает Н. М. Чуринов, «идея совершенного знания в качестве репрезентации действительности выступает, во-первых, как обычная теоретическая фикция, ничего не отражающая и способная выступить только в качестве догадки, то есть в рамках вероятностного знания; во-вторых, совершенное знание, будучи репрезентацией действительности, не является предметом совершенства слова, а является предметом свободы слова». Подобный подход к концепции совершенного знания соответствует теории репрезентации и метафизическому стилю научного познания в целом".
24 мая 2006 года в Красноярском музейном центре открыл Первые музейные научно-образовательные чтения «Сквозь века несущие свет».

## Общественная деятельность
Член Президиума Общероссийского общественного движения «Всероссийское созидательное движение „Русский Лад“».

## Награды
- Медаль «В ознаменование 100-летия со дня рождения Владимира Ильича Ленина»
- Медаль «Двадцать лет победы в Великой Отечественной войне 1941-1945 гг.»
- Благодарственное письмо Главы города Канска «за вклад в воспитание национального самосознания и патриотизма студенческой молодежи, сохранение образовательных и культурных традиций г. Канска».[23]
- Благодарственное письмо Красноярского городского Совета депутатов «за уникальный труд по созданию красноярской школы философии, за работу по подготовке высококвалифицированных кадров для города Красноярска».[24]
- Лауреат Премии имени Ивана Александровича Ильина «за разработку русского экономического проекта в его истоках, духовно-нравственном смысле и исторической эволюции в монографическом фундаментальном труде „Совершенство и свобода“».[25]

## Научные труды

### Диссертации
- Чуринов Н. М. Информационная реальность: основания и принципы построения теории: Спец.09.00.08 — философские вопросы естествознания и техники : Автореф. дис. на соиск. учён. степ. д-ра филос. наук / Моск. пед. гос. ун-т им. В. И. Ленина . — М., 1991. — 32с.

### Монографии
- Чуринов Н. М. Философские основания информологии: монография. — Красноярск: Изд-во Краснояр. ун-та, 1990. — 233 с. — ISBN 5-7470-0192-3.
- Чуринов Н. М. Информационная рациональность. — Красноярск: Сиб. аэрокосмич. акад., 1993. — 171 с.
- Чуринов Н. М. Рациональности: физическая и информационная. — Красноярск: Сиб. аэрокосмич. акад., 1995. — 233 с.
- Чуринов Н. М. Совершенство и свобода: Философские очерки. — Красноярск: Сибирская аэрокосмическая академия имени М. Ф. Решетнёва, 2001. — 432 с. — ISBN 5-86433-064-7.
- Чуринов Н. М. Совершенство и свобода: Философские очерки. — 2-е изд., доп. — Красноярск: Сибирский институт бизнеса, управления и психологии, 2003. — 515 с. — ISBN 5-94969-009-5.
- Чуринов Н. М. Совершенство и свобода: Философские очерки. — 3-е изд. доп. — Новосибирск: СО РАН, 2006. — 711 с. — 1000 экз. — ISBN 5-7692-0826-0.
- Антипенко Л. Г., Гарасько М. И., Мартынюк В., Разживин В., Самарин А. Н., Чуринов Н. М. Экономический вектор развития России. Кооперация и социализм. — Издательство научной литературы Н. Ф. Бочкаревой. — 94 с. — 2000 экз. — ISBN 978-5-89552-257-8.
- Чуринов Н. М., Летунова О. В. Экономические проекты : монография / М-во обр. и науки РФ, Сибирский гос. аэрокосмический университет им. акад. М. Ф. Решетнёва. — Красноярск: Сибирский гос. аэрокосмический университет им. акад. М. Ф. Решетнёва, 2010. — 200 с. — ISBN 978-5-86433-463-8.
- Чуринов Н. М. Совершенство слова: теоретический анализ. Святая Русь: совершенство слова. — Красноярск, 2012. — 595 с.
- Чуринов Н. М. Русский экономический проект : монография. — Красноярск: СибГУ имени М. Ф. Решетнёва, 2020. — 418 с. — ISBN 978-5-86433-823-0.

### Статьи
- Чуринов Н. М. Отражение и разнообразие в содержании решения. // Диалектический материализм и философские проблемы естествознания). М.: Изд-во МГПИ им. В. И. Ленина, 1978
- Чуринов Н. М. Проблема сжатия кибернетической информации // Диалектический материализм и философские проблемы естествознания). М.: Изд-во МГПИ им. В. И. Ленина, 1979
- Чуринов Н. М. К вопросу о соотношении понятий «знание» и «информация» // Диалектический материализм и философские проблемы естествознания). М.: Изд-во МГПИ им. В. И. Ленина, 1980
- Чуринов Н. М. Информационная структура решения // Диалектический материализм и философские проблемы естествознания). М.: Изд-во МГПИ им. В. И. Ленина, 1980
- Чуринов Н. М. Деятельностный подход к изучению информации и общества // Диалектический материализм и философские проблемы естествознания). М.: Изд-во МГПИ им. В. И. Ленина, 1980
- Чуринов Н. М. Проблемы движения, развития и принцип материального единства мира в марксистско-ленинской философии // Принцип развития и познание природы и социальных процессов, Красноярск: Изд-во КГУ, 1983
- Чуринов Н. М. Системность и детерминация информации в обществе. // Системность и детерминация. Красноярск: Изд-во КГУ, 1984
- Чуринов Н. М. Информационная реальность как противоречие отношения в связи. // Проблема диалектического противоречия (методологический аспект). Красноярск: Изд-во КГУ, 1987.
- Чуринов Н. М. Об идеологической культуре. // Теория и история. — №. 2. — 2003. — С. 3—10.
- Чуринов Н. М. Типы гражданского общества. // Теория и история. — №. 2. —2003. — С. 156—161.
- Чуринов Н. М. «Загадка» демократии: Ответ оппоненту. // Теория и история. — 2003. — №. 2. — 2003. — С. 168—174.
- Чуринов Н. М. О государстве и идеологии. // Теория и история. — №. 3. — 2003. — С. 3—15.
- Чуринов Н. М. Коллективизм и индивидуализм и их теоретизирование в западной традиции. // Теория и история. — № 3. — 2003. — С. 42—55.
- Чуринов Н. М. Об идеологии и религии в гражданском обществе. // Теория и история. — № 1 (4). — 2004. — С. 3—11.
- Чуринов Н. М. И. В. Сталин и группы политического риска. // Теория и история. — №. 1 (6). — 2005. — С. 206—220.
- Чуринов Н. М. О кризисе либерализма. // Теория и история. — 2005. — №. 2 (7). — 2005. — С. 161—169.
- Чуринов Н. М. О встрече И. В. Сталина с философами 23 декабря 1946 г.: (К истории «холодной войны»). // Теория и история. — №. 1 (8). — 2006. — С. 218—229.
- Чуринов Н. М. Совершенство слова и идеология. // Теория и история. — №. 2 (9). — 2006. — С. 317.
- Чуринов Н. М. И. В. Сталин и группы политического риска. // Личность, творчество и современность: сборник научных трудов / Отв. ред. Д. Д. Невирко. — Красноярск: Сибирский юридический институт МВД России, 1998. — Вып. 9. — 2006. — С. 316—339.
- Чуринов Н. М. Общество и идеология расчеловечивания человека. // Теория и история. — №. 1 (10). — 2007. — С. 3—10.
- Чуринов Н. М. Российская система образования как фактор стабилизации общественной жизни // Философия образования. — 2007. — № 1 (18). — С. 146—151
- Чуринов Н. М. Русская модель мира Лад. // Теория и история. — №. 1 (12). 2008. — С. 19—33
- Чуринов Н. М. Соборность как принцип Русского хозяйствования // Русский экономический вестник : науч.-публицист. журн. / Урал. ин-т бизнеса, Центр Ивана Ильина. — Екатеринбург : Уральский институт бизнеса ; Ярославль : [б. и.] ; СПб. : [б. и.], 2001 Темат. вып. № 6 : «Духовно-нравственный путь развития России» : материалы V Всерос. Ильинских научно-богослов. чтений 9-13 мая 2007 г. / [редкол.: д. э. н., проф. А. М. Миняйло (гл. ред.) и др.]. — 2007. — С .47-70 — 330 с. ISBN 978-5-902993-25-4
- Чуринов Н. М. Истоки и духовно-социальный смысл русского экономического проекта. // Русский экономический вестник : науч.-публицист. журн. / Урал. ин-т бизнеса, Екатеринбург. епархия РПЦ МЦ, Духовно-просвет. центр им. И. А. Ильина. — Екатеринбург : Уральский институт бизнеса, 2001. Темат. вып. № 7 : «Духовно-нравственный путь развития России» : материалы VI Междунар. Ильинских научно-богослов. чтений 15-16 апреля 2008 г. / [редкол.: д. э. н., проф. А. М. Миняйло (гл. ред.) и др.]. — 2008. — С. 84-118 — 671, [4] с. ISBN 978-5-902993-25-4
- Чуринов Н. М. Идеология прагматизма. // Теория и история. — №. 1 (12). — 2008. — С. 6—18
- Чуринов Н. М. Идеология интернационализма. // Теория и история. — №. 2-3 (13-14). — 2008. — С. 7 — 19.
- Чуринов Н. М. Совершенство слова и социальные нормы. // Теория и история. — №. 2-3 (13-14). — 2008. — С. 35 — 46.
- Чуринов Н. М. Идеология прагматизма // Национальные приоритеты России. — № 1(1). — 2009.

### Рецензии
- Чуринов Н. М. В. Г. Пушкин, А. Д. Урсул Информатика, кибернетика, интеллект. Философские очерки. Кишинёв, 1989 // Известия Академии наук Молдавской ССР. Общественные науки. № 2. 1990

### Доклады конференций
- Чуринов Н. М. Философская научная информация в медицинском вузе. // Преподавание философии и профиль вуза. Материалы научной конференции. Красноярск: Изд-во КГУ, 1984
- Чуринов Н. М. Проблема социально-информационной реальности. //Развитие научного и технического знания как фактор ускорения развития производства. Материалы региональной научной конференции. Кемерово, 1986
- Чуринов Н. М. Научно-информационная деятельность — опосредствующее звено между наукой и практикой.// Перестройка в духовной сфере.
- Чуринов Н. М. Сущностные черты, проблемы и пути их решения. Материалы региональной научной конференции. Красноярск, 1989.
- Чуринов Н. М. Идейно-политические стереотипы и информация. // Актуальные вопросы нового мышления в условиях перестройки. Материалы региональной научной конференции. Красноярск, 1990.
- Чуринов Н. М. Гуманистический идеал Информологии. // Гуманитаризация высшего образования: теория, опыт, перспективы. Доклады всесоюзной научной конференции. Красноярск, 1990.
- Чуринов Н. М. Гуманизм и информационная культура. // Гуманитаризация высшего образования: теория, опыт, перспективы. Доклады всесоюзной научной конференции. Красноярск, 1990.
- Чуринов Н. М. Проблема информационной технологии в системе науковедения и информологии. // Наука и технология: социально-философские проблемы. Красноярск: Изд-во КГУ. I991.
- Чуринов Н. М. Духовно-нравственный смысл русского экономического проекта // VIII Международные Ильинские научно-богословские Чтения «Духовно-нравственный путь развития России», Екатеринбург, 14-16 июня 2012 года